# Pinacosterna
Pinacosterna is een kevergeslacht uit de familie van de boktorren (Cerambycidae). De wetenschappelijke naam van het geslacht werd voor het eerst geldig gepubliceerd in 1879 door Edgar von Harold.

## Soorten
Pinacosterna omvat de volgende soorten:
- Pinacosterna mechowi Quedenfeldt, 1881
- Pinacosterna mimica Jordan, 1903
- Pinacosterna nachtigali Harold, 1879
- Pinacosterna weymanni Quedenfeldt, 1882